# Haploniscus rugosus
Haploniscus rugosus är en kräftdjursart som beskrevs av Menzies1962. Haploniscus rugosus ingår i släktet Haploniscus och familjen Haploniscidae. Inga underarter finns listade i Catalogue of Life.